# 肴肉
肴肉（ヤオロウ、鎮江方言 シオズッ）は中国江蘇省鎮江市の郷土料理。豚の脚肉（豚足と呼ばれる蹄に近い部位の肉）を硝石(硝酸カリウム)と塩で漬けた後、スープで茹でた肉料理である。豚の皮にはゼラチンが多いため、冷ました後スープは煮こごりとなる。薄切りして前菜やおつまみとして食べられるほか、麺料理の具として用いられる。

## 別名
修飾語をつけた水晶肴肉、鎮江肴肉などの他、凍蹄、肴蹄とも呼ばれる。

## 伝説
伝説では300年以上昔、鎮江の酒海通りである夫婦が酒屋を営んでいた。ある日、夫が４匹の豚の蹄肉を買って帰ってきた。後日食べようと思ったが、腐ってはいけないので、塩漬けにすることにした。しかし夫の妻は、父親のために買っておいた爆竹を作るための硝石を塩と間違えて使ってしまった。気づいたのは二日後の爆竹を作る時だった。あわててかめのフタをあけてみたが、肉は腐るどころか、つやつやとした赤色の肉になり、皮も白色に変わっていた。
硝石の臭いを消すため、夫は何度も水に漬けたり洗ったりした。さらに熱湯につけて洗った。その後鍋に入れ、ネギ、生姜、胡椒、シナモン、ウイキョウ、水を加えて煮た。もともと高温で煮て毒素を消そうとしたのだが、1時間あまり経った後、意外にもいい香りが漂ってきた。そこにたまたま八仙の一人張果老が通りかかった。張果老はいい香りに気づき足を止めた。そこで張果老は白髪の老人に変わると、この酒屋の門を叩いた。酒屋の門が開くと町中にいい香りが漂い、多くの人が集まってきた。店主の妻は蹄肉を鍋から取り出しながら、この肉は硝石が入っているから食べられないと本当のことをみんなに話した。しかし白髪の老人は4匹の豚の足を全部買ってしまった。さらに店の中で食べ始めた。肉はあまりにもおいしく、老人は3匹半分の肉を平らげてしまった。みんながこの老人が八仙の一人だと気づいたのは、老人が去ってからである。店主と周りにいた人たちは残った肉を食べてみた。あまりにもおいしかったので、この後この店はこの製法を使って「硝肉」という料理を作り、これが有名になった。店主は「硝肉」はあまりいい名前ではないと思い、その後「肴肉」という名前をつけた。そこから「硝肉」は「肴肉」として広まることとなった。

## 食べ方
厚さ1cm弱の薄切りにして、同じく鎮江特産の黒酢である鎮江香醋を付けて食べることが多い。心臓病の患者は、添加剤の硝酸カリウムの摂取には注意する必要がある。

## 有名店
- 宴春酒楼 - 鎮江市にある料理店で、老舗の称号「中華老字号」を受けており、水晶肴蹄の味が良いとされる。真空パックの水晶肴蹄の販売もしている。

## 肴肉を使う料理
肴肉湯麺
上海市や江蘇省では、スープ麺料理の具として一般的である。特に鎮江式の鍋で茹でる鍋蓋麺の具として用いる場合は、肴肉鍋蓋麺と呼ばれる。
富貴肴肉
ニガウリを茹でてわたをくりぬき、肴肉を詰めてから、薄切りにした料理。

## 類似の料理
烹豬（ポンジュー、péngzhū）
ほぼ同じ料理であるが、硝酸塩類を用いないものをいう。